# Cheilosia subpictipennis
Cheilosia subpictipennis är en tvåvingeart som beskrevs av Claussen 1998. Cheilosia subpictipennis ingår i släktet örtblomflugor, och familjen blomflugor. Inga underarter finns listade i Catalogue of Life.